# Gölen (Ambjörnarps socken, Västergötland)
Gölen är en sjö i Tranemo kommun i Västergötland och ingår i Ätrans huvudavrinningsområde.